# Samuel von Cocceji
Samuel friherre von Cocceji (20. oktober 1679 i Heidelberg – 4. oktober 1755 i Berlin) var en preussisk jurist og politiker, kendt for reformeringen af det preussiske retsvæsen.
Han var 1702 professor ved Viadrina-universitetet i Frankfurt an der Oder, 1723 kammerretspræsident, 1738 preussisk justitsformand og siden 1747 storkansler. Han fik af kong Frederik den Store til opgave at organisere retssystemet i Schlesien, som Preussen netop havde erobret fra Østrig, og reformerede sidenhen dette i hele Preussen. Hans hovedværk var udarbejdningen af det første udkast til Allgemeines Landrecht für die preußischen Staaten. Han blev adlet i 1749.
Også hans far Heinrich Cocceji var en kendt professor i Heidelberg.